# Ferdinand-Camille Dreyfus
Pour les articles homonymes, voir Dreyfus.
Ne doit pas être confondu avec Camille-Ferdinand Dreyfus.
Ferdinand-Camille Dreyfus est un homme politique français né le 19 août 1851 à Paris où il est mort le 10 avril 1905.

## Biographie
Au sortir de la guerre de 1870, il enseigne les mathématiques pendant deux ans avant d'entrer dans le journalisme en écrivant dans L'Avenir de la Sarthe ce qui  lui valut une condamnation à cinq mois de prison pour outrage au général de Mac-Mahon, conjointement avec Victor Bonhommet alors gérant de ce même journal.
Après avoir collaboré au journal La Lanterne de 1881 à 1883, il fonde en avril 1884 un journal radical La Nation.
Il publie plusieurs ouvrages de nature économique et politique comme Le Tunnel du Simplon et les intérêts français (1879), Les Budgets de l'Europe et des États-Unis (1882), L'Évolution du Monde et des sociétés (1888).
Il a été chef de cabinet du sous-secrétaire d'État aux Finances Daniel Wilson de 1880 à 1881 puis député de la Seine de 1885 à 1893. 
En février 1895, il est condamné à un an de prison ferme à la suite d'une affaire de chantage coordonnée par le patron de presse Édouard Portalis.

## Sources
- « Ferdinand-Camille Dreyfus », dans Adolphe Robert et Gaston Cougny, Dictionnaire des parlementaires français, Edgar Bourloton, 1889-1891 [détail de l’édition]